# Paweł Wszołek
Paweł Wszołek (Tczew, 30 aprile 1992) è un calciatore polacco, centrocampista o ala del Legia Varsavia.

## Caratteristiche tecniche
È un'ala offensiva ambidestra, che grazie alla sua duttilità in campo e all'ottima capacità di corsa, agisce prevalentemente su entrambe le fasce. All'occorrenza può essere schierato anche da terzino difensivo.

## Carriera

### Club

#### Polonia Varsavia
Cresciuto nelle giovanili del Wisla Tczew, con una piccola parentesi in quelle del Lechia Danzica, nel luglio 2009 si trasferisce nella Capitale per giocare nel Polonia Varsavia.
L'esordio in prima squadra e in Ekstraklasa (massimo campionato polacco) avviene il 13 novembre 2010, durante la partita Polonia Varsavia-Ruch Chorzów (3-1), subentrando al 74' a Euzebiusz Smolarek. Il 19 marzo 2011 gioca invece la sua prima partita da titolare nella sfida Polonia Varsavia-Widzew Łódź (0-1). Conclude la sua prima stagione da calciatore professionista con 7 presenze in Campionato, per un totale di 150 minuti di gioco effettivo.
La stagione seguente viene aggregato in modo stabile alla prima squadra. Il 21 settembre 2011 realizza la sua prima rete durante la gara di Puchar Polski Radzionkow-Polonia Varsavia (0-4); il suo primo gol in campionato avviene invece il 12 marzo 2012 nella vittoria per 4-1 contro il Białystok. La stagione si conclude con 26 presenze con 2 gol in Ekstraklasa e 2 partite con una rete in Puchar Polski.
Viene confermato con le Czarne koszule anche per la stagione seguente nella quale gioca altre 29 partite tra campionato e Coppa di Polonia, riuscendo a segnare altri 10 gol (7 in Ekstraklasa e 3 in Puchar Polski). Conclude la stagione diventando capocannoniere della squadra a pari merito con Vladimer Dvalishvili.
Nel gennaio 2013 il Polonia Varsavia e il suo procuratore avevano raggiunto un accordo economico con la società dell'Hannover 96 per il trasferimento del giocatore in Germania. Tuttavia Wszołek, infastidito dall'essere stato all'oscuro della trattativa fino al momento della firma del contratto, per due volte non si presentò alle visite mediche, facendo saltare l'acquisto e accusando il Polonia Varsavia e il suo agente di volerlo vendere all'Occidente «come una prostituta».
Il 6 giugno 2013, scaduto il suo contratto con il Polonia Varsavia e retrocessa la squadra IV liga per problemi finanziari, decide di non rinnovare l'accordo.

#### Sampdoria
Il 22 giugno 2013 annuncia, tramite Facebook, di essere diventato un nuovo calciatore della Sampdoria, avendo firmato un contratto con la società blucerchiata. Il 9 luglio la Sampdoria comunica ufficialmente di aver sottoscritto un contratto economico con il calciatore che diventa così il primo giocatore polacco a vestire la maglia della Sampdoria.
Compie il suo esordio in Serie A e nelle file dei blucerchiati il 21 settembre 2013 a Trieste, venendo schierato da mister Delio Rossi nella formazione titolare che pareggia 2 a 2 contro il Cagliari, segnando anche un goal poi annullato per presunta posizione di fuorigioco, verificatosi poi inesistente. L'11 maggio 2014 realizza la sua prima rete in Serie A e la prima in blucerchiato, all'88º minuto della partita Sampdoria-Napoli 2-5. Conclude la stagione con 19 presenze ed un gol in Campionato e 2 presenze in Coppa Italia.
Nella stagione 2014-2015 non rientra totalmente nei piani di mister Siniša Mihajlović e totalizza solo 6 presenze, la prima nella partita persa 3-0 contro la Lazio subentrando nel secondo tempo a Luca Rizzo. Il 10 maggio 2015 realizza al 26' un assist a Roberto Soriano nella partita contro l'Udinese che sancisce l'1-0.

#### Hellas Verona
Nella stagione 2015-2016 gioca le prime quattro partite ufficiali della Samp prima che l'ultimo giorno di calciomercato estivo, venga ceduto a titolo temporaneo con diritto di opzione e contro-opzione al Verona in cambio di Lazaros Christodoulopoulos.
Dopo un iniziale momento di panchina con Mandorlini, l'esterno polacco trova spazio con Luigi Delneri come allenatore. Al termine della stagione chiusa con la retrocessione in Serie B, il Verona riscatta a titolo definitivo il giocatore.

#### Queens Park Rangers
Il 31 agosto 2016, viene ceduto in prestito agli inglesi del Queens Park Rangers. Il 31 gennaio 2017 viene riscattato dagli Hoops con il quale firma un contratto di due anni e mezzo.

#### Legia Varsavia
Il 19 settembre 2019, dopo essere rimasto svincolato per tutto il mercato estivo viene ingaggiato dal Legia Varsavia, facendo il suo ritorno in patria dopo 6 anni.

#### Union Berlino
Il 1º giugno 2021 viene comunicato il suo acquisto da parte dell'Union Berlino.

### Nazionale
Wszołek ha giocato in tutte le selezioni nazionali giovanili della Polonia, tra cui anche Under-19 e Under-20 nelle quali gioca in totale 12 partite (8 in Under-19 e 4 con un gol in Under-20).
Il 6 ottobre 2011 gioca invece la sua prima partita con l'Under-21 polacca, subentrando al 77' della partita Portogallo-Polonia (1-1). Il 26 marzo 2013 sigla invece la sua prima rete in Under-21 sbloccando il risultato della partita Polonia-Lettonia (4-1).
Il 12 ottobre 2012 compie il suo esordio nella Nazionale maggiore giocando da titolare la partita amichevole Polonia-Sudafrica (1-0). Cinque giorni dopo, nella partita Polonia-Inghilterra (1-1) valevole per la qualificazione al Mondiale 2014, debutta in una gara ufficiale della Nazionale polacca.
Il 26 marzo 2016 torna in nazionale polacca realizzando una doppietta in amichevole contro la Finlandia.

## Statistiche

### Presenze e reti nei club
Statistiche aggiornate al 30 giugno 2019.
| Stagione                | Squadra                 | Campionato              | Campionato | Campionato | Coppe nazionali | Coppe nazionali | Coppe nazionali | Coppe continentali | Coppe continentali | Coppe continentali | Altre coppe | Altre coppe | Altre coppe | Totale | Totale |
| Stagione                | Squadra                 | Comp                    | Pres       | Reti       | Comp            | Pres            | Reti            | Comp               | Pres               | Reti               | Comp        | Pres        | Reti        | Pres   | Reti   |
| ----------------------- | ----------------------- | ----------------------- | ---------- | ---------- | --------------- | --------------- | --------------- | ------------------ | ------------------ | ------------------ | ----------- | ----------- | ----------- | ------ | ------ |
| 2010-2011               | Polonia Varsavia        | E                       | 7          | 0          | CP              | 0               | 0               | -                  | -                  | -                  | -           | -           | -           | 7      | 0      |
| 2011-2012               | Polonia Varsavia        | E                       | 26         | 2          | CP              | 2               | 1               | -                  | -                  | -                  | -           | -           | -           | 28     | 3      |
| 2012-2013               | Polonia Varsavia        | E                       | 27         | 7          | CP              | 2               | 3               | -                  | -                  | -                  | -           | -           | -           | 29     | 10     |
| Totale Polonia Warszawa | Totale Polonia Warszawa | Totale Polonia Warszawa | 60         | 9          |                 | 4               | 4               |                    | -                  | -                  |             | -           | -           | 64     | 13     |
| 2013-2014               | Sampdoria               | A                       | 19         | 1          | CI              | 2               | 0               | -                  | -                  | -                  | -           | -           | -           | 21     | 1      |
| 2014-2015               | Sampdoria               | A                       | 6          | 0          | CI              | 1               | 0               | -                  | -                  | -                  | -           | -           | -           | 7      | 0      |
| ago. 2015               | Sampdoria               | A                       | 2          | 0          | CI              | 0               | 0               | UEL                | 2                  | 0                  | -           | -           | -           | 4      | 0      |
| Totale Sampdoria        | Totale Sampdoria        | Totale Sampdoria        | 27         | 1          |                 | 3               | 0               |                    | 2                  | 0                  |             | -           | -           | 32     | 1      |
| ago.2015-2016           | Verona                  | A                       | 26         | 0          | CI              | 1               | 0               | -                  | -                  | -                  | -           | -           | -           | 27     | 0      |
| ago 2016                | Verona                  | B                       | 0          | 0          | CI              | 1               | 0               | -                  | -                  | -                  | -           | -           | -           | 1      | 0      |
| Totale Hellas Verona    | Totale Hellas Verona    | Totale Hellas Verona    | 26         | 0          |                 | 2               | 0               |                    | -                  | -                  |             | -           | -           | 28     | 0      |
| set. 2016-2017          | QPR                     | FLC                     | 29         | 3          | FACup+CdL       | 1+1             | 0               | -                  | -                  | -                  | -           | -           | -           | 31     | 3      |
| 2017-2018               | QPR                     | FLC                     | 36         | 2          | FACup+CdL       | 1+1             | 0               | -                  | -                  | -                  | -           | -           | -           | 38     | 2      |
| 2018-2019               | QPR                     | FLC                     | 38         | 4          | FACup+CdL       | 3+3             | 0+2             | -                  | -                  | -                  | -           | -           | -           | 44     | 6      |
| Totale QPR              | Totale QPR              | Totale QPR              | 103        | 6          |                 | 10              | 2               |                    | -                  | -                  |             | -           | -           | 113    | 8      |
| Totale carriera         | Totale carriera         | Totale carriera         | 216        | 19         |                 | 19              | 6               |                    | 2                  | 0                  |             | -           | -           | 237    | 25     |

### Cronologia presenze e reti in nazionale
| Cronologia completa delle presenze e delle reti in nazionale ― Polonia | Cronologia completa delle presenze e delle reti in nazionale ― Polonia | Cronologia completa delle presenze e delle reti in nazionale ― Polonia | Cronologia completa delle presenze e delle reti in nazionale ― Polonia | Cronologia completa delle presenze e delle reti in nazionale ― Polonia | Cronologia completa delle presenze e delle reti in nazionale ― Polonia | Cronologia completa delle presenze e delle reti in nazionale ― Polonia | Cronologia completa delle presenze e delle reti in nazionale ― Polonia |
| Data                                                                   | Città                                                                  | In casa                                                                | Risultato                                                              | Ospiti                                                                 | Competizione                                                           | Reti                                                                   | Note                                                                   |
| ---------------------------------------------------------------------- | ---------------------------------------------------------------------- | ---------------------------------------------------------------------- | ---------------------------------------------------------------------- | ---------------------------------------------------------------------- | ---------------------------------------------------------------------- | ---------------------------------------------------------------------- | ---------------------------------------------------------------------- |
| 12-10-2012                                                             | Varsavia                                                               | Polonia                                                                | 1 – 0                                                                  | Sudafrica                                                              | Amichevole                                                             | -                                                                      | 46’                                                                    |
| 17-10-2012                                                             | Varsavia                                                               | Polonia                                                                | 1 – 1                                                                  | Inghilterra                                                            | Qual. Mondiali 2014                                                    | -                                                                      | 63’                                                                    |
| 14-12-2012                                                             | Adalia                                                                 | Macedonia                                                              | 1 – 4                                                                  | Polonia                                                                | Amichevole                                                             | -                                                                      | 46’                                                                    |
| 2-2-2013                                                               | Malaga                                                                 | Romania                                                                | 1 – 4                                                                  | Polonia                                                                | Amichevole                                                             | -                                                                      | 67’                                                                    |
| 6-9-2013                                                               | Varsavia                                                               | Polonia                                                                | 1 – 1                                                                  | Montenegro                                                             | Qual. Mondiali 2014                                                    | -                                                                      | 62’                                                                    |
| 10-9-2013                                                              | Serravalle                                                             | San Marino                                                             | 1 – 5                                                                  | Polonia                                                                | Qual. Mondiali 2014                                                    | -                                                                      | 79’                                                                    |
| 13-5-2014                                                              | Amburgo                                                                | Germania                                                               | 0 – 0                                                                  | Polonia                                                                | Amichevole                                                             | -                                                                      | 81’                                                                    |
| 26-3-2016                                                              | Breslavia                                                              | Polonia                                                                | 5 – 0                                                                  | Finlandia                                                              | Amichevole                                                             | 2                                                                      | 86’                                                                    |
| 11-10-2016                                                             | Serravalle                                                             | Polonia                                                                | 2 – 1                                                                  | Armenia                                                                | Qual. Mondiali 2018                                                    | -                                                                      | 34’                                                                    |
| 14-11-2016                                                             | Breslavia                                                              | Polonia                                                                | 1 – 1                                                                  | Slovenia                                                               | Amichevole                                                             | -                                                                      | 66’                                                                    |
| 13-11-2017                                                             | Danzica                                                                | Polonia                                                                | 0 – 1                                                                  | Messico                                                                | Amichevole                                                             | -                                                                      | 46’                                                                    |
| 7-9-2023                                                               | Varsavia                                                               | Polonia                                                                | 2 – 0                                                                  | Fær Øer                                                                | Qual. Euro 2024                                                        | -                                                                      | 46’ 90+2’                                                              |
| 12-10-2023                                                             | Tórshavn                                                               | Fær Øer                                                                | 0 – 2                                                                  | Polonia                                                                | Qual. Euro 2024                                                        | -                                                                      | 59’                                                                    |
| 15-10-2023                                                             | Varsavia                                                               | Polonia                                                                | 1 – 1                                                                  | Moldavia                                                               | Qual. Euro 2024                                                        | -                                                                      | 72’                                                                    |
| Totale                                                                 |                                                                        | Presenze                                                               | 14                                                                     |                                                                        | Reti                                                                   | 2                                                                      |                                                                        |

## Palmarès

### Club

#### Competizioni nazionali
- Campionato polacco: 2

Legia Varsavia: 2019-2020, 2020-2021
- Coppa di Polonia: 2

Legia Varsavia: 2022-2023, 2024-2025
- Supercoppa di Polonia: 1

Legia Varsavia: 2023